# Frederick Hird
Frederick Hird (n. 6 decembrie 1879, New Diggings⁠(d), Wisconsin, SUA – d. 27 septembrie 1952, Des Moines, Iowa, SUA) a fost un trăgător de tir ce a reprezentat Statele Unite ale Americii, medaliat olimpic. A participat la o ediție a Jocurilor Olimpice (1912) în care a câștigat o medalie de aur și două medalii de bronz.